# 榊原忠長
榊原忠長（1585年—1604年3月15日）是安土桃山時代至江戶時代武將。上野館林藩初代藩主榊原康政的次男。母親是康政的正室‧大須賀康高的女兒。兄長是大須賀忠政。弟弟是榊原康勝。館林藩嫡子。
同母兄大須賀忠政在外祖父死去後繼承大須賀家，因此成為榊原家的世子。在關原之戰中跟隨父親在上田合戰等戰鬥中參戰。但是在繼任家督前的慶長9年（1604年），先於父親以20歳之齡死去。
因為沒有兒子，世子之位就被同母弟康勝繼承。